# Arboridia emeljanovi
Arboridia emeljanovi är en insektsart som beskrevs av Alexander Georgievich Kirejtshuk 1975. Arboridia emeljanovi ingår i släktet Arboridia och familjen dvärgstritar. Inga underarter finns listade i Catalogue of Life.